# Bogliarka
Bogliarka é um município da Eslováquia, situado no distrito de Bardejov, na região de Prešov. Tem 9,39 km² de área e sua população em 2018 foi estimada em 106 habitantes.

## Demografia
| Ano:        | 1994 | 2004    | 2014    | 2024    |
| ----------- | ---- | ------- | ------- | ------- |
| Broj ljudi: | 172  | 154     | 123     | 102     |
| Razlika:    |      | -10,46% | -20,12% | -17,07% |

| Ano:               | 2023 | 2024   |
| ------------------ | ---- | ------ |
| Número de pessoas: | 98   | 102    |
| Diferença:         |      | +4,08% |